# Titanium La Portada
Titanium La Portada est un édifice à bureau situé à Santiago au Chili. Localisé dans le secteur financier d'El Golf, il était le plus haut gratte ciel du pays jusqu'en novembre 2010, lorsqu'il fut dépassé par le Torre Gran Costanera. Il fut officiellement inauguré le 3 mai, 2010. Les architectes furent Abraham Senerman et Andrés Weil.